# Erythrina herbacea
Espèce
Statut de conservation UICN

LC : Préoccupation mineure
Erythrina herbacea est une espèce de plantes à fleurs de la famille des Fabaceae. C'est un arbuste ou un petit arbre originaire d'Amérique du Nord.

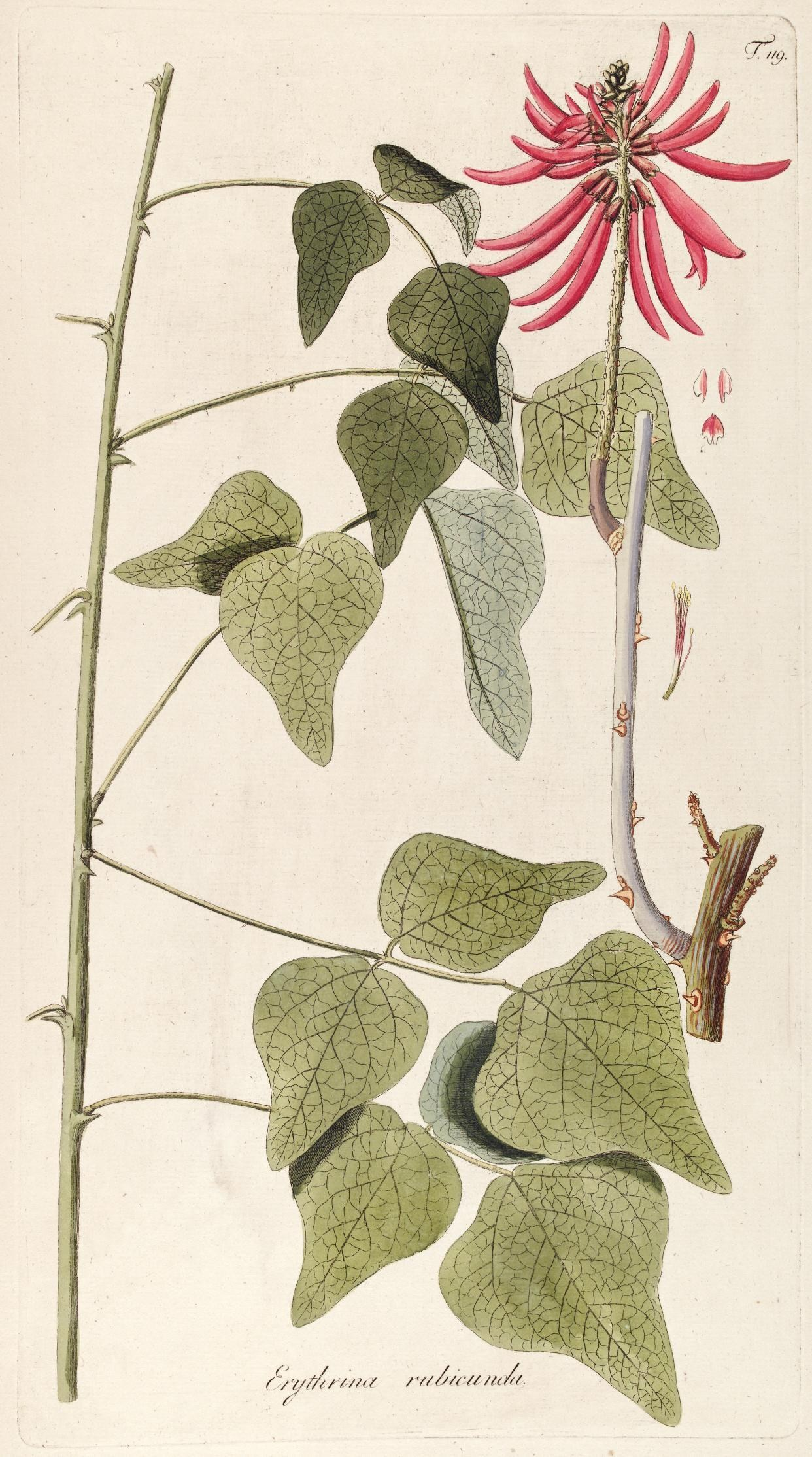

## Répartition et habitat
Cette plante se rencontre au Mexique et aux États-Unis.
On la trouve dans tout le Sud-Est des États-Unis et le Nord-Est du Mexique ; elle a également été signalée dans certaines parties de l'Amérique centrale et, en tant qu'espèce introduite, au Pakistan.
Erythrina herbacea pousse mieux dans les sols sableux et a une tolérance modérée au sel. On le trouve dans les bois ouverts, les clairières, les hamacs et les zones perturbées. Aux États-Unis, elle s'étend du Sud-Est de la Caroline du Nord jusqu'à la Floride et à l'ouest jusqu'au Sud-Est de l'Oklahoma et à l'Est du Texas.
Cette espèce se trouve également dans certaines zones des monts Dragoon dans le Sud de l'Arizona, situées autour des zones de la forteresse de Cochise et d'autres vestiges indiens plus anciens. Elle a très probablement été introduite par le biais du commerce de la culture Mogollon qui existait dans la région de 150 à 1400 apr. J.-C., et peut-être même des Indiens Apaches qui ont occupé la région au XIXe siècle[réf. nécessaire].

## Description
Erythrina herbacea pousse comme un arbuste bas ou un petit arbre, atteignant environ 5 m de hauteur dans les zones qui ne le tuent pas par le gel ; ailleurs, il peut n'atteindre que 1,20 m. Les tiges sont couvertes d'épines incurvées.
Les feuilles sont vert jaunâtre, mesurent 15 à 20 cm de longueur et 6 cm de largeur. Les feuilles sont divisées en trois folioles en forme de pointe de flèche de 2,5 à 8 cm.
L'écorce est lisse et gris clair.
Les fleurs tubulaires sont rouge vif et poussent en longues pointes, chaque fleur mesurant 4 à 6,5 cm de long ; l'arbre fleurit d'avril à juillet. Les fleurs donnent des gousses de 5 à 10 cm contenant des graines rouge vif, d'où l'arbre tire certains de ses noms vernaculaires.
La plante forme un caudex ligneux. Des alcaloïdes toxiques, notamment l'érysopine, l'érysothiopine, l'érysothiovine, l'érysovine, l'érythrinine, l'érythrorésine, la coraline, l'acide érythrique et l'hypaphorine, se trouvent dans toute la plante. Les feuilles contiennent de l'érysotrine et de l'érythrartine. Ceux-ci provoquent une paralysie lors de l'ingestion, un peu comme le curare.

## Erythrina herbaceaet l'Homme
Erythrina herbacea peut être facilement cultivée dans les jardins au sein de son aire de répartition naturelle. Bien que son utilisation dans les jardins ne soit pas particulièrement courante, elle est populaire parmi ceux qui la cultivent comme source de couleur en début de saison, pour sa rusticité (zones USDA 7 à 10) et parce qu'elle attire les colibris.
Les Amérindiens avaient de nombreuses utilisations médicinales de cette plante, variant selon les nations et les localités. Les femmes des ruisseaux utilisaient une infusion de racine pour soulager les douleurs intestinales ; les Chactas utilisaient une décoction de feuilles comme tonique général ; les Séminoles utilisaient un extrait de racines pour les problèmes digestifs, et des extraits de graines, ou de l'écorce interne, comme friction externe pour les troubles rhumatismaux. 
Au Mexique, les graines sont utilisées comme mort-aux-rats, tandis qu'un poison pour poisson est fabriqué à partir de l'écorce et des feuilles.
Dans certains pays d’Amérique centrale, les fleurs sont utilisées dans la cuisine traditionnelle. Principalement ajouté à la soupe aux haricots ou aux galettes de viande, il est connu pour ses légères propriétés narcotiques.

## Systématique
Le nom correct complet (avec auteur) de ce taxon est Erythrina herbacea L..
- Cardinal rouge ;
- Haricot Cherokee ;
- Haricot corail ;
- Lance cardinale ;
- Plante Mamou (Sud de la Louisiane).

Erythrina herbacea a pour synonymes :
- Corallodendron herbaceum (L.) Kuntze
- Erythrina arborea Small
- Erythrina hederaefolia Spreng.
- Erythrina hederifolia (Raf.) Spreng.
- Erythrina herbacea f. albiflora Moffler & Crewz
- Erythrina herbacea var. arborea (Small) Chapm.
- Erythrina humilis Salisb.
- Erythrina rubicunda Jacq.
- Xyphanthus hederifolius Raf.